# Danielle Adams
Danielle E'Shawn Adams (Kansas City, 19 febbraio 1989) è una cestista statunitense, professionista nella WNBA.

## Carriera
È stata selezionata dalle San Antonio Silver Stars al secondo giro del Draft WNBA 2011 (20ª scelta assoluta).

## Palmarès
- Campionessa NCAA (2011)
- NCAA Basketball Tournament Most Outstanding Player (2011)
- WNBA All-Rookie First Team (2011)